# Thapaia sikkimensis
Thapaia sikkimensis är en insektsart som först beskrevs av Irena Dworakowska 1994.  Thapaia sikkimensis ingår i släktet Thapaia och familjen dvärgstritar. Inga underarter finns listade i Catalogue of Life.